# Pinan Shodan
Pinan Shodan è un kata del Karate, il primo dei cinque di "base", detti Pinan, del Wado-Ryu, dello Shitō-ryū e dello Shotokan, ma oggi, nelle scuole di Karate viene spesso insegnato per secondo (sho in giapponese significa inizio).